# Verwaltungsgebäude der LVA Baden

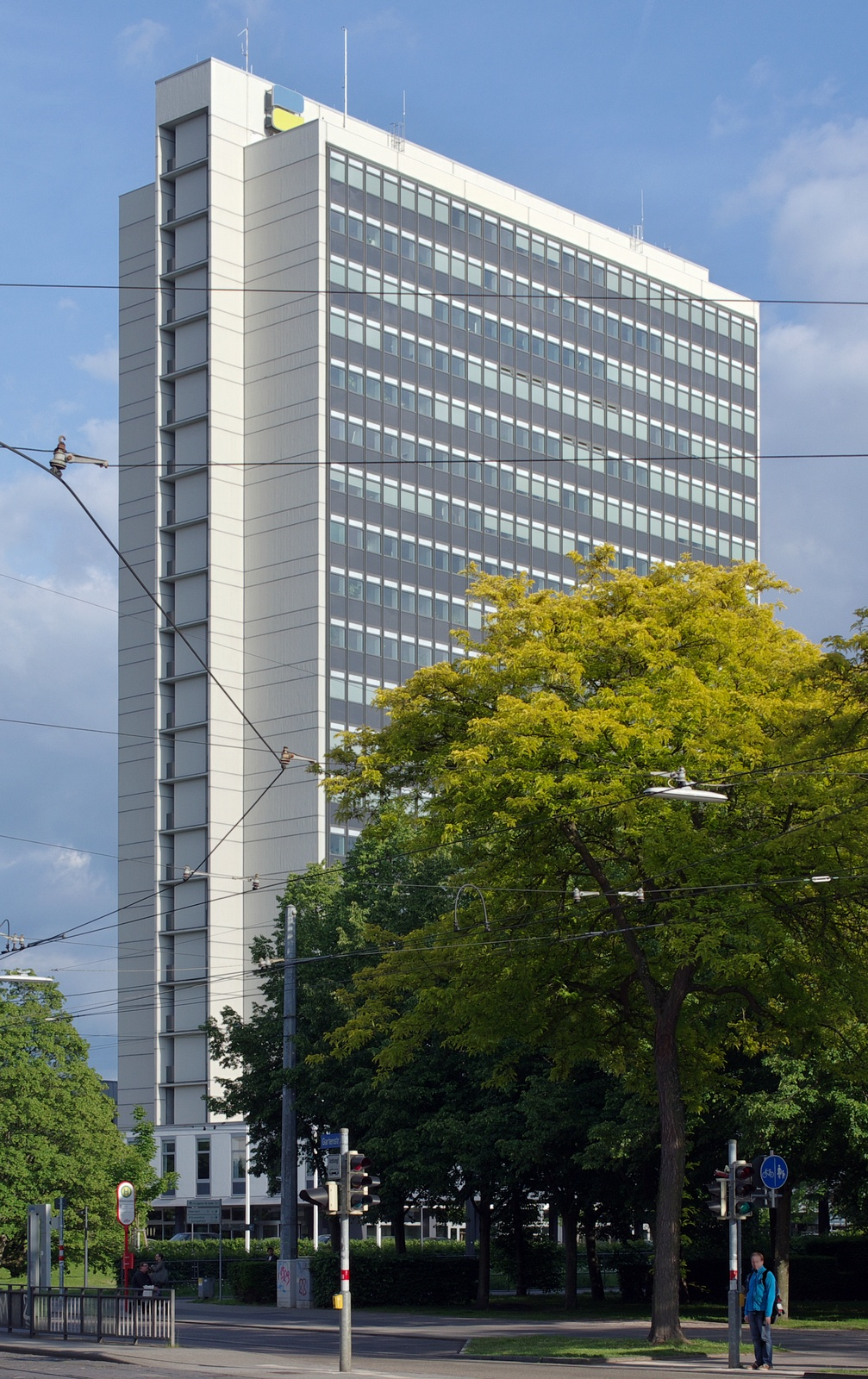
Hochhaus der LVA Baden, heute Deutsche Rentenversicherung Baden-Württemberg

Das Verwaltungsgebäude der LVA Baden ist ein Gebäudekomplex mit Hochhaus in Karlsruhe. Das Gebäude wurde als Sitz der Hauptverwaltung der Landesversicherungsanstalt Baden errichtet und beherbergt heute die Deutsche Rentenversicherung Baden-Württemberg.

## Lage
Das Gebäude mit der offiziellen Adresse Gartenstraße 105 befindet sich am Weinbrennerplatz südlich der Kriegsstraße. Es bildet den nordwestlichen Abschluss des Dienstleistungsviertels Beiertheimer Feld in der Karlsruher Südweststadt, in dem unter anderem das Zentrum für Kunst und Medientechnologie, die Bundesanwaltschaft, die St. Vincentius-Kliniken und die Europahalle Karlsruhe liegen. Westlich schließen sich Kleingartenanlagen und in der Folge das innerstädtische Erholungsgebiet Günther-Klotz-Anlage an.

## Baubeschreibung und Geschichte
Der Gebäudekomplex wurde in den Jahren 1960 bis 1964 nach Plänen des Karlsruher Architekten Erich Schelling im Internationalen Stil errichtet. Er besteht aus dem 80,5 m, nach anderen Angaben 77 m hohen Hauptgebäude mit 21 Stockwerken, dem höchsten Hochhaus in Karlsruhe, und einem davor angesetzten Flachbau. Neben dem Hauptgebäude entstand 1976 ein Erweiterungsbau, der ebenfalls von Erich Schelling konzipiert wurde. Der ursprüngliche Bau ohne die Erweiterung steht unter Denkmalschutz.
In den Jahren 2005–2007 wurde der Gebäudekomplex umfangreich renoviert und modernisiert.